# Glycoalkaloïde
Een glycoalkaloïde behoort tot een groep van giftige stoffen die in planten gevonden worden, bijvoorbeeld planten die behoren tot de Nachtschadefamilie. 
Een voorbeeld hiervan is solanine in aardappelen, waarvan vooral rassen voor de zetmeelproductie een hoog gehalte kunnen hebben. Bij het proeven van deze aardappelen ontstaat er in de keel een branderig gevoel. Dit solanine is een verbinding van het alkaloïde solanidine met een suikerketen (zie figuur), en behoort derhalve ook tot de chemische groep der glycosiden. 
Bij tomaten komt het tomatine voor, een verbinding tussen het alkaloïde tomatidine met een vierwaardige suikergroep. Vooral in nog groene tomaten kan een hoog gehalte voorkomen. In de V.S. zijn vergiftigingen voorgekomen, omdat daar chutney gemaakt wordt waarbij veel onrijpe tomaten worden gebruikt.

a-Solanine